# Andreas Christian Wolters
Andreas Christian Wolters (* 26. Juni 1770 in Hamburg; † 29. August 1827 in Ritzebüttel) war ein deutscher Jurist und Hamburger Ratsherr.

## Leben
Wolters wurde als Sohn des Hamburger Assekuranzmaklers Michael Wolters geboren. Nach seiner Schulbildung studierte er Jurisprudenz an der Georg-August-Universität Göttingen und schloss sein Studium am 10. November 1798 als Lizenziat der Rechte ab. Zurückgekehrt nach Hamburg, ließ er sich in seiner Vaterstadt als Advokat nieder und wurde 1801 Richter am Hamburger Niedergericht. 1804 ernannte ihn die Universität Göttingen zum Doktor der Rechte.
Wolters war Mitglied der Hamburgischen Gesellschaft zur Beförderung der Künste und nützlichen Gewerbe und von 1804 bis 1805 Vorsteher der Bücher-, Zeichnungs- und Kupferstichsammlungen dieser Gesellschaft.
Während der Hamburger Franzosenzeit war er Rat der Präfektur des Departements der Elbmündungen und versah auch das Amt eines Censors.
Nachdem die Franzosen wieder abgezogen waren, wurde ein neues Handelsgericht in Hamburg errichtet. Wolters wurde am 27. November 1815 vom Rat zum ersten Präses dieses Gerichts ernannt. Da aber am 4. Dezember 1815 der Ratsherr Johann Joachim Jänisch (1757–1815) starb und Wolters am 11. Dezember 1815 zu dessen Nachfolger erwählt worden war, trat er das Amt des Handelsgerichtspräses nicht an, sondern wurde Ratsherr. An seine Stelle wurde stattdessen am 5. Januar 1816 der bisherige Oberaltensekretär Eduard Rentzel zum Präses gewählt.
Im Mai 1827 wurde er zum Amtmann im Amt Ritzebüttel gewählt, verstarb aber noch im August desselben Jahres an dem Marschenfieber. Sein Vorgänger in Ritzebüttel, der spätere Bürgermeister Martin Hieronymus Schrötteringk (1768–1835), hatte 1826 den Friedhof in Ritzebüttel sowie eine Gruftanlage für die Amtmänner errichten lassen. Wolters blieb jedoch der einzige Amtmann der seine letzte Ruhe in dieser Gruftanlage finden sollte. Sein Grab ist noch erhalten.

## Werke
- Theses Inaugurales Iuridicae Quas Sub Auspiciis Regiis Auctoritate Inclyti Iureconsultorum Ordinis In Academia Georgia Augusta. Johann Christian Dieterich, Göttingen 1798, OCLC 839982775 (Digitalisat auf den Seiten der Niedersächsischen Staats- und Universitätsbibliothek Göttingen [abgerufen am 15. Februar 2015]).
- Ueber die actio de recepto, in Bezug auf die Gastwirthe als Recipienten und deren heutige Anwendung in Deutschland, besonders in Hamburg. Nebst einem die Urtheile, sowie die Zweifels- und Entscheidungsgründe der Akademien Jena und Göttingen in einem praktischen Falle enthaltenden Anhange. Hamburg 1804, OCLC 487245238.
- Defension des wegen beabsichtigter Wegsetzung seines Schiffs in Untersuchung gerathenen Schwedischen Schiffs-Capitains Gustav Adolf Segerstrom und dessen darin mitbegriffenen Rheders Peter Erich Brodien. Hamburg 1804.
- Das gelbe Fieber. In: Friedrich Bran (Hrsg.): Nordische Miszellen. Band 2. Hamburg 6. Dezember 1804, S. 361–368 (Digitalisat auf den Seiten der Bayerischen Staatsbibliothek [abgerufen am 15. Februar 2015]).
- Auszug aus Michaurs Reise in den westlichen Staaten Amerikas, das gelbe Fieber betreffend. In: Friedrich Bran (Hrsg.): Nordische Miszellen. Band 3. Hamburg 24. Januar 1805, S. 50–57 (Digitalisat auf den Seiten der Bayerischen Staatsbibliothek [abgerufen am 15. Februar 2015]).
- Die gelbe Pest. In: Friedrich Bran (Hrsg.): Nordische Miszellen. Band 3. Hamburg 7. März 1805, S. 146–153 (Digitalisat auf den Seiten der Bayerischen Staatsbibliothek [abgerufen am 15. Februar 2015]).
- Auszug aus Hrn. Jacobi's Uebersetzung des Thucidides, mit Anmerkungen von Dr. Wolters. In: Friedrich Bran (Hrsg.): Nordische Miszellen. Band 3. Hamburg 9. Mai 1805, S. 289–297 (Digitalisat auf den Seiten der Bayerischen Staatsbibliothek [abgerufen am 15. Februar 2015]).
- Ein Wort über Defensionen. Nebst einigen Bemerkungen über Rüsau's Criminalfall und drei gerichtlichen Vertheidigungen enthaltenden Anhange. Perthes, Hamburg 1805, OCLC 247047534.
- Ueber den Code Napoleon. In: Hamburgische Adreß-Comtoir-Nachrichten. Stück 81–101. Hamburg 1807.
- Ein Wort über Betteley und Armen-Polizey in Hamburg. In: Friedrich Bran (Hrsg.): Nordische Miszellen. Band 7. Hamburg 8. März 1807, S. 152–157 (Digitalisat auf den Seiten der Bayerischen Staatsbibliothek [abgerufen am 15. Februar 2015]).
- Ein Wort über Betteley und Armen-Polizey in Hamburg (Fortsetzung). In: Friedrich Bran (Hrsg.): Nordische Miszellen. Band 7. Hamburg 15. März 1807, S. 161–168 (Digitalisat auf den Seiten der Bayerischen Staatsbibliothek [abgerufen am 15. Februar 2015]).
- Ein Wort über Betteley und Armen-Polizey in Hamburg (Fortsetzung). In: Friedrich Bran (Hrsg.): Nordische Miszellen. Band 7. Hamburg 22. März 1807, S. 177–184 (Digitalisat auf den Seiten der Bayerischen Staatsbibliothek [abgerufen am 15. Februar 2015]).
- Ein Wort über Betteley und Armen-Polizey in Hamburg (Fortsetzung). In: Friedrich Bran (Hrsg.): Nordische Miszellen. Band 7. Hamburg 5. April 1807, S. 219–222 (Digitalisat auf den Seiten der Bayerischen Staatsbibliothek [abgerufen am 15. Februar 2015]).
- Ein Wort über Betteley und Armen-Polizey in Hamburg (Fortsetzung). In: Friedrich Bran (Hrsg.): Nordische Miszellen. Band 7. Hamburg 12. April 1807, S. 225–231 (Digitalisat auf den Seiten der Bayerischen Staatsbibliothek [abgerufen am 15. Februar 2015]).
- Ein Wort über Betteley und Armen-Polizey in Hamburg (Beschluß). In: Friedrich Bran (Hrsg.): Nordische Miszellen. Band 7. Hamburg 19. April 1807, S. 245–252 (Digitalisat auf den Seiten der Bayerischen Staatsbibliothek [abgerufen am 15. Februar 2015]).
- Der itzt suspendirte Court of Adventurers in Hamburg. In: Friedrich Bran (Hrsg.): Nordische Miszellen. Band 8. Hamburg 22. November 1807, S. 331–337 (Digitalisat auf den Seiten der Bayerischen Staatsbibliothek [abgerufen am 15. Februar 2015]).
- Fragmentarische Bemerkungen über die Spanische Sprache und Literatur. In: Friedrich Bran (Hrsg.): Nordische Miszellen. Band 9. Hamburg 7. Februar 1808, S. 81–88 (Digitalisat auf den Seiten der Bayerischen Staatsbibliothek [abgerufen am 15. Februar 2015]).
- Fragmentarische Bemerkungen über die Spanische Sprache und Literatur (Beschluß). In: Friedrich Bran (Hrsg.): Nordische Miszellen. Band 9. Hamburg 14. Februar 1808, S. 97–103 (Digitalisat auf den Seiten der Bayerischen Staatsbibliothek [abgerufen am 15. Februar 2015]).
- Ueber eine Verfügung des Code Napoleon in Betreff der unehelichen Kinder. In: Friedrich Bran (Hrsg.): Nordische Miszellen. Band 12. Hamburg 1809, S. 61–73.
- War die Reformation wohlthätig für Europa? In: Johann Wilhelm von Archenholz, Friedrich Bran (Hrsg.): Minerva. Ein Journal historischen und politischen Inhalts. Zweiter Band. Hamburg 1810, S. 464–483 (Faksimile auf den Seiten der Universitätsbibliothek Bielefeld [abgerufen am 15. Februar 2015]).
- F. von Lassaulx: Ueber die entscheidenden Charaktere des Code Napoleon. Aus dem Französischen übersetzt von A. C. Wolters. Hamburg 1811.
- Kaiserliche Verfügung in Betreff der Advocaten (Decret vom 14. December 1810). In: Friedrich Bran (Hrsg.): Nordische Miszellen. Band 15. Hamburg 1811, S. 5–11 u. 28–35.
- Ueber die im französischen Reiche etablirten Rechtsschulen. In: Friedrich Bran (Hrsg.): Nordische Miszellen. Band 15. Hamburg 1811, S. 114–118.
- Ueber Cessionen nach dem Code Napoleon. In: Friedrich Bran (Hrsg.): Nordische Miszellen. Band 15. Hamburg 1811, S. 185–188.